# Cantón de Bozel
El cantón de Bozel (en francés canton de Bozel) era una división administrativa francesa, que estaba situada en el departamento de Saboya y la región de Ródano-Alpes.

## Composición
El cantón estaba formado por diez comunas:
- Bozel
- Brides-les-Bains
- Champagny-en-Vanoise
- Feissons-sur-Salins
- La Perrière
- Les Allues
- Montagny
- Planay
- Pralognan-la-Vanoise
- Saint-Bon-Tarentaise

## Supresión del cantón
En aplicación del decreto nº 2014-272 del 27 de febrero de 2014, el cantón de Bozel fue suprimido el 1 de abril de 2015 y sus 10 comunas pasaron a formar parte del nuevo cantón de Moûtiers.